# Cumulatieve incidentie
Cumulatieve incidentie, of incidentieproportie, is een frequentiemaat die in de epidemiologie wordt gebruikt als maatstaf om te kijken hoe vaak een ziekte optreedt in een bepaalde periode. Wanneer deze periode een heel leven beslaat, wordt de incidentie proportie ook wel “lifetime risk” genoemd.
Cumulatieve incidentie wordt ook wel gedefinieerd als de kans dat een bepaalde gebeurtenis, zoals het ontstaan van een bepaalde ziekte, zal zijn opgetreden voordat een bepaald tijdstip aanbreekt. Net als bij incidentie, wordt het berekend door naar een bepaalde periode te kijken waarin elk individu in de populatie wordt gezien als een potentiële kandidaat om de ziekte die bestudeerd wordt te krijgen.
Cumulatieve incidentie wordt berekend door het aantal nieuwe gevallen gedurende een bepaalde periode, te delen door het totaal aantal deelnemers dat aan het begin van het onderzoek mogelijk in die periode een nieuw (ziekte)geval zou kunnen worden.
Het kan ook worden berekend door de incidentieratio te vermenigvuldigen met de duur van de periode van onderzoek.
{\displaystyle CI(t)=1-e^{-IR(t)*D}\,.}